# Aleksandr Biezborodko
Aleksandr Andriejewicz Biezborodko (ros: Алекса́ндр Андре́евич Безборо́дко, ur. 1747 w Głuchowie, zm. 1799) – rosyjski polityk.

## Życiorys
Od roku 1765 w armii. Brał udział w I wojnie tureckiej. Od 1775 na dworze w Petersburgu. Od roku 1780 w służbie dyplomatycznej. W 1783 roku szef kancelarii wicekanclerza Ostermanna. W 1787 towarzyszył Katarzynie II w podróży na południe oraz w rozmowach ze Stanisławem Augustem i Józefem II. Prowadził rokowania pokojowe z Turcją w Jassach - 1791 r. Poróżniony z faworytem cesarzowej Zubowem usunął się w cień. W 1797 roku car Paweł I mianował go kanclerzem i nadał mu tytuł książęcy.
Urząd kanclerza Imperium Rosyjskiego - najwyższy urząd w państwie sprawował od 1797 do 1799 roku. Polityką zagraniczną Rosji kierował, odkąd zmarł Nikita Panin (1783). 